# Конрад Робертсон
Конрад Робертсон (англ. Conrad Robertson, 27 грудня 1957) — новозеландський академічний веслувальник.
Олімпійський чемпіон 1984 року в складі розпашної четвірки без стернового.
Чемпіон світу 1983 року в складі розпашної четвірки зі стерновим, срібний призер 1979 року в складі вісімки.